# イツトラコリウキ
- イツラコリウキ

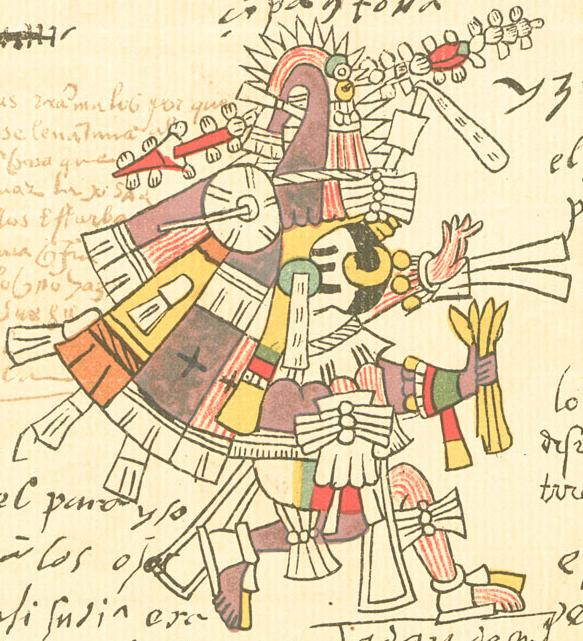
イツトラコリウキ

イツトラコリウキ (Itztlacoliuhqui) 、イツトラコリウキ＝イシュキミリ (Itztlacoliuhqui-Ixquimilli) は、アステカ神話に伝わる神である。
霜の神であり、石と寒気を司る。また、夜明け前に冷え込むのはこの神の仕業と言われている。12番目のトレセーナ「1のトカゲ(ce cuetzpallin)」の守護者だが、このトレセーナに生まれた者は罪人や姦通者になりやすいと言われた。

## 解説
白と黒のフェイスペイント、白のボディペイント、縁がギザギザの円錐形の帽子、目隠しをした姿で表される。また、トラソルテオトルやプルケの神々同様の三日月形の金の鼻飾りやトラソルテオトルの特徴である綿の耳飾り、ミクトランテクトリの特徴である葬儀の装飾の紙製の結び目とロゼットを身に着けている。
かつてイツトラコリウキは、明けの明星であるトラウィスカルパンテクートリという神であった。しかし、太陽に挑んで敗北し、今の姿に変えられたという。すなわち、第5の太陽が創造された時、太陽が動かないことに腹を立てたトラウィスカルパンテクートリは太陽に向かって矢を放ったが、狙い外した。太陽も矢を放って反撃し、その矢はトラウィスカルパンテクートリの額に突き刺さった。これによって霜であるイツトラコリウキに変化したのだという。また、この事件がきっかけとなって明け方に冷え込むようになったとされている。
イツトラコリウキはトウモロコシの神々や豊穣と関連し、目隠しをしたテスカトリポカと同一視されることがある。
イツトラコリウキは通常、ナワトル語で「曲がった黒曜石のナイフ」の意味だと考えられている。J.　リチャード・アンドルーズによれば、「すべては黒曜石によって曲がる」すなわち「すべては寒さによって曲がる」という意味で、意訳して「植物を枯らす霜」を表すとされる。イシュキミリは直訳では「目または顔の包み」だが、比喩的表現で「不注意な者、怠け者」も意味する。